# オリエントパーク
オリエントパークは、福島県郡山市にあるTOHOピクス株式会社が開発・管理を行っているネイバーフッド型ショッピングセンター（NSC）である。

## 概要
オリエントパークを所有するTOHOピクスは元々、西友郡山西武店（現・アティ郡山）が入る東邦精麦郡山駅前ビル（現TOHOピクス郡山駅前ビル）から不動産賃貸事業を始めており、市街地の事業が不動産賃貸事業の柱であった。しかし、モータリゼーションが進む中、いずれはショッピングスタイルも「街中」から「郊外」へとシフトすると判断して1992年に複合商業施設「オリエントパークあさか」をオープンさせた。
これが好調だったことから、1997年には、オリエントパークあさかよりもさらに大規模な複合商業施設「オリエントパークHIWADA」をオープンさせた。

## 沿革
- 1992年4月 - 「オリエントパークあさか」オープン[2]
- 1997年3月 - 「オリエントパークHIWADA」オープン[2]
- 2013年9月 - 社名を東邦精麦株式会社からTOHOピクス株式会社へ変更[2]

## オリエントパークあさか
「オリエントパーク安積」という記述も見られる。国道4号あさか野バイパス沿い。ゆうぷら郡山店に隣接し、また、道を挟んだ反対側には24時間営業のディスカウントストアトライアル安積バイパス店がある。
- 所在地
福島県郡山市安積町荒井字大久保、久留米5丁目
- 駐車場
172台
- 主なテナント
  - イエローハット 郡山南店
  - かつ膳本家
  - ザ・ダイソー オリエントパーク郡山あさか店
  - セカンドストリート 郡山あさか店
  - ソフトバンク オリエントパーク安積店
  - タイトーステーション 郡山オリエントパーク店
  - モスバーガー 郡山安積店

## オリエントパークHIWADA
「オリエントパーク日和田」という記述も見られる。国道4号に面しているが直接進入することはできず、荒池下交差点から福島県道357号岩根日和田線を経由する。
ヨークベニマル日和田店やツルハドラッグ郡山日和田店が隣接し、国道4号を挟んだ反対側付近にはショッピングモールフェスタ・フェスタパワーが建ち、これらと合わせて郡山市北部を代表する一大ショッピングゾーンを形成している。
- 所在地
福島県郡山市日和田町字西中島、字前田
- 駐車場
1,000台
- 店舗面積
15,962m2 [3]
- 主なテナント
  - ホームセンター山新・インテリアショップ山新 郡山日和田店 - 事実上のキーテナント
  - at home.オリエントパーク日和田店 - 生活雑貨店であり、不動産のアットホームとは異なる
  - auショップ 日和田
  - セガワールド 日和田
  - ザ・ダイソー 郡山日和田店
  - シュープラザ オリエントパーク日和田店
  - ニラク 郡山日和田店
  - マックハウス 郡山日和田店
  - 宝くじ売り場
  - 日和田製麺所
- かつてのテナント
  - 第一家電
  - モスバーガー
  - ブックオフ 郡山日和田店
  - カメレオンクラブ 日和田店